# Maite Perroni
Maitè Perroni Beorlegui (ur. 9 marca 1983 w Meksyku) – meksykańska aktorka telewizyjna, filmowa i teatralna, piosenkarka. W latach 2004–2009 członkini jednego z najpopularniejszych zespołów muzycznych Ameryki Łacińskiej, RBD. Znana z ról w licznych telenowelach m.in. z roli Guadalupe „Lupity” Fernández w telenoweli Zbuntowani, Marichuyi w Nie igraj z aniołem i Marii Desamparady w Triumf miłości.

## Życiorys

### Życiorys
Maitè Perroni Beorlegui urodziła się w Meksyku, a wychowała w mieście Guadalajara. Ma dwóch młodszych braci, Adolfo i Francisco. W wieku 12 lat Perroni przeniosła się z rodziną do Meksyku. W latach 2000–2002 studiowała w Centro de Educación Artística de Televisa (CEA).

### Kariera

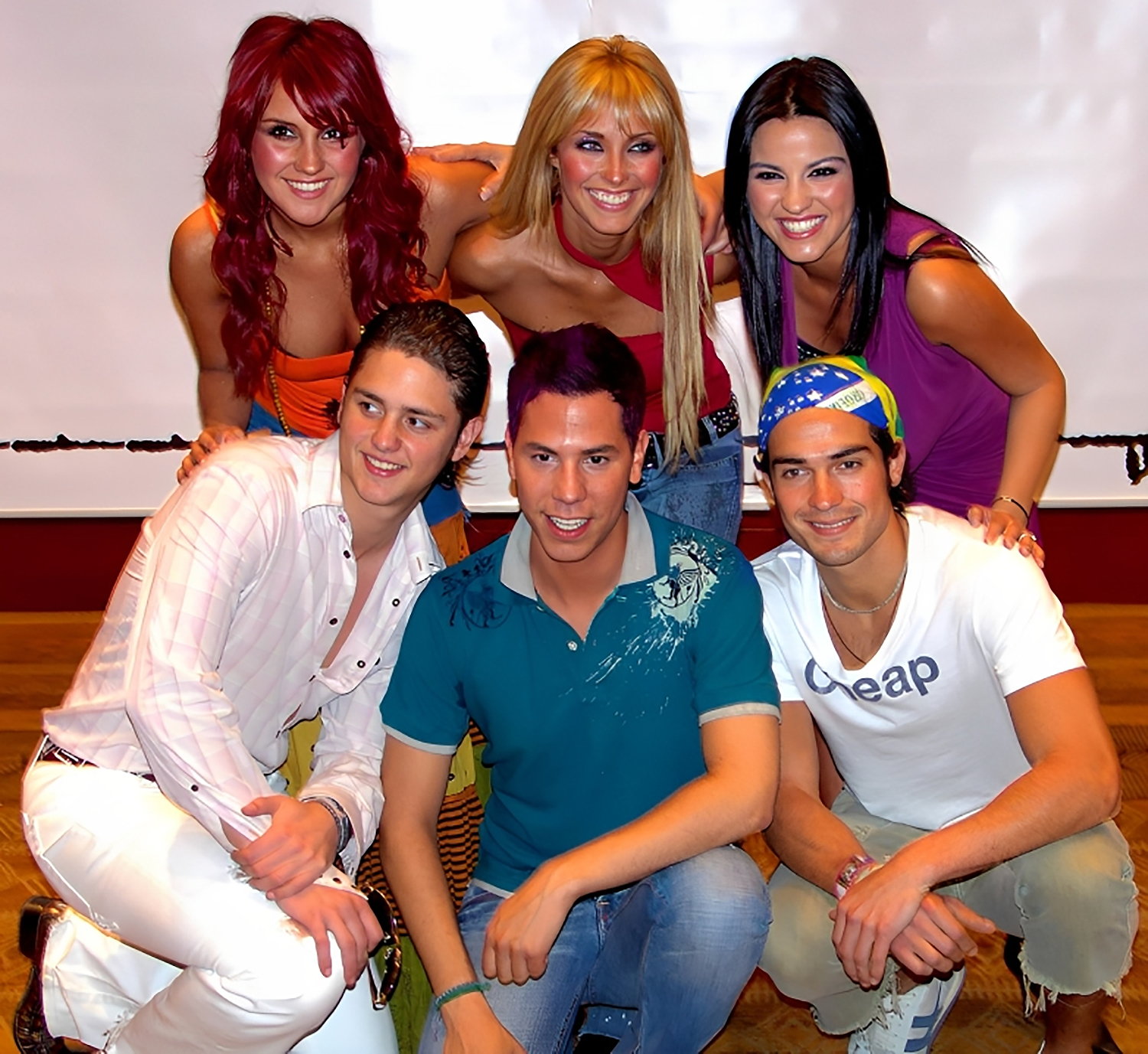
Zespół RBD (2006)

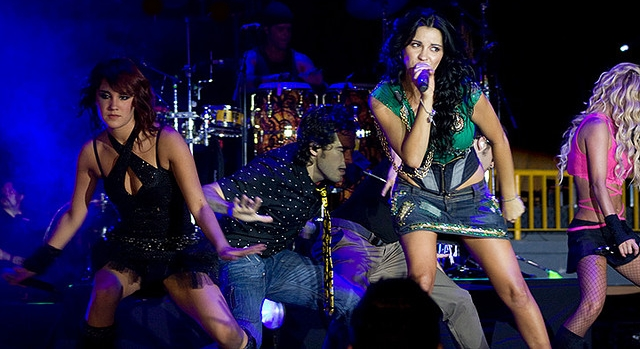
Maite podczas śpiewania na koncercie RBD (2008)

Debiutem Maitè była rola Guadalupe Fernandez w telenoweli Rebelde, w Polsce znanej jako Zbuntowani. Serial był emitowany od 2004 do 2006 roku; nakręcono 440 odcinków. Sukces Rebelde doprowadził do powstania zespołu RBD, w którym Perroni była wokalistką. Wraz z zespołem osiągnęła międzynarodową sławę. Z RBD Perroni wydała 9 albumów w językach hiszpańskim, portugalskim i angielskim, które sprzedały się w nakładzie 15 mln egzemplarzy na całym świecie, a także koncertowała z zespołem w Ameryce Łacińskiej i Europie. Perroni napisała piosenkę „Tal Vez Manana”, którą wykonała na czwartym studyjnym albumie RBD Empezar Desde Cero, wykonała również tytułową piosenkę z tej płyty. W 2008 roku RBD ogłosiło komunikat o zakończeniu działalności grupy w 2009 roku.
W 2008 roku Maite Perroni zagrała główną rolę w Nie igraj z aniołem, gdzie wystąpiła u boku Williama Levy’ego. Na potrzeby telenoweli nagrała utwory Este Soledad, Separada de ti i Contigo. W 2009 roku otrzymała nagrodę dla najlepszej aktorki młodzieżowej „Mejor Actriz Juvenil 2009” za rolę Marichuy w Nie igraj z aniołem. Rok później wraz z zespołem Reik nagrała piosenkę „Mi Pecado”, która promowała telenowelę Mój grzech. W 2010 roku zagrała również w jednym z odcinków trzeciego sezonu serialu Mujeres Asesinas w roli grała Estelę, zabójczynię. 17 lipca 2010 roku Maitè Perroni wydała singiel „No Vuelvas”, a z Marco di Mauro nagrała utwór „A Partir de Hoy”, który powstał na potrzeby nowego serialu z Perroni w roli głównej – Triumf miłości. W 2012 roku wystąpiła w telenoweli Cachito de cielo u boku Pedra Fernandeza. Do tego serialu nagrała piosenkę „Te Dare Mi Corazon”, którą napisał Mane de la Parra. Maitè Perroni reklamuje kosmetyki „NYX Cosmetics”. W 2007 roku wyprodukowano lalkę Barbie z podobizną Perroni, a właściwie jej bohaterki z Rebelde.
Zaraz po swoich 30 urodzinach Perroni wyjechała do USA. Postanowiła odpocząć od telenowel i wrócić do muzyki. Przygotowała w Nowym Jorku pierwszy solowy krążek, doskonaliła swój wokal i umiejętności taneczne, uczęszczała na lekcje języka angielskiego i brała udział w sesjach zdjęciowych. Premiera pierwszej solowej płyty Eclipse de Luna odbyła się 23 sierpnia 2013 roku. W 2013 roku Perroni nagrała także w duecie z brazylijskim artystą Thiaguinho piosenkę „Inexplicable”, wykorzystaną przy reedycji płyty w Brazylii.
W 2014 roku wystąpiła ponownie u producentki Nathalie Lartilleux (zagrała poprzednio w jej telenoweli Nie igraj z aniołem w 2008 roku) w telenoweli Kotka, w której partnerował jej Daniel Arenas. Wykonała piosenkę przewodnią serialu i drugą piosenkę, która pojawia się w scenach z głównymi bohaterami.

## Życie prywatne
Perroni związana była z gitarzystą i zarazem menadżerem RBD. Ich związek zakończył się zaraz po rozpadzie zespołu. Była zaręczona z piosenkarzem Mane de la Parra, a w 2013 roku związała się z Koko Stambukiem, który współpracował z nią przy płycie Eclipse de Luna. Para rozstała się w 2021 roku. 8 października 2022 roku, po blisko rocznym związku i miesięcznym okresie narzeczeństwa, wyszła za mąż za Andrésa Tovara.  

## Filmografia

### Filmy
- 2012: El arribo de Conrado Sierra jako Ninfita „Ninfa” Alcantar
- 2018: Dibujando el Cielo jako Sofía
- 2019: ¡Viva la Revolución! jako pani Guevara (krótkometrażowy)
- 2019: Doblemente Embarazada jako Cristina
- 2020: The Deal jako Kat

### Seriale
- 2004–2006: Zbuntowani (Rebelde) jako Guadalupe „Lupita” Fernández
- 2005: La energía de Sonric'slandia jako Guadalupe „Lupita” Fernández (odc. Viceversa, Calor en la Central)
- 2007: RBD: La familia jako May
- 2008–2009: Nie igraj z aniołem (Cuidado con el ángel ) jako Maria „Marichuy” de Jesus Velarde de San Roman
- 2009: Mój grzech (Mi Pecado) jako Lucrecia Córdoba Pedraza
- 2010: Zabójczynie (Mujeres asesinas) jako
- 2010–2011: Triumf miłości (Triunfo del amor) jako María Desamparada de Sandoval
- 2012: Cachito de cielo jako Renata Landeros de Franco de Santillan
- 2014: Kotka (La Gata) jako Esmeralda de la Sant Cruz „La Gata”
- 2015: Antes muerta que Lichita jako Alicia „Lichita” Gutiérrez López
- 2017: Papá a toda madre jako Renée Sánchez Moreno
- 2019: El juego de las llaves jako Adriana / żona Oskara
- 2020: Herederos por accidente jako Lupe
- 2020: Mroczne pożądanie (Dark Desire) jako Alma Solares
- 2022: Triada (Tríada) jako Aleida Trujano / Becca / Tamara

### Teatr
- 2010: Cena de Matrimonio jako Elisa

## Dyskografia

### Z RBD
Albumy studyjne
- 2004: Rebelde
- 2005: Nuestro Amor
- 2006: Celestial
- 2006: Rebels
- 2007: Empezar Desde Cero
- 2009: Para Olvidarte de Mí

### Solowo

#### Albumy studyjne
| Rok  | Album | Pozycje na listach przebojów | Pozycje na listach przebojów | Pozycje na listach przebojów | Sprzedaż | Certyfikat |
| Rok  | Album | USA Latin                    | USA Latin Pop                | MEX                          | Sprzedaż | Certyfikat |
| ---- | --- | ---------------------------- | ---------------------------- | ---------------------------- | -------- | ---------- |
| 2013 | Eclipse de luna‬ - Wydany: 23 sierpnia 2013 - Format: CD, digital download - Wytwórnia: Warner Music Group | 9                            | 2                            | 3                            |          |            |

#### Single
| Rok  | Tytuł                                   | Pozycje na listach przebojów | Pozycje na listach przebojów | Pozycje na listach przebojów | Pozycje na listach przebojów | Certyfikat | Album                            |
| Rok  | Tytuł                                   | USA Latin                    | USA Latin Pop                | MEX Pop Espanol              | MEX                          | Certyfikat | Album                            |
| ---- | --------------------------------------- | ---------------------------- | ---------------------------- | ---------------------------- | ---------------------------- | --- | -------------------------------- |
| 2009 | „Mi Pecado” (ft. Reik)                  | —                            | —                            | —                            | —                            | | Un Día Más Edición Especial      |
| 2011 | „A Partir De Hoy” (ft. Marco di Mauro)  | 44                           | 24                           | 1                            | 2                            | | Algo Que Me Faltaba              |
| 2013 | „Tú y Yo”                               | —                            | 21                           | 4                            | 9                            | - AVINPRO: Złoty | Eclipse de luna‬                  |
| 2013 | „Eclipse de Luna”                       | —                            | —                            | 12                           | 27                           | | Eclipse de luna‬                  |
| 2014 | „Vas a Querer Volver”                   | —                            | 19                           | 6                            | 13                           | | Eclipse de luna‬ (Deluxe Edition) |
| 2014 | „Todo Lo Que Soy” (ft. Álex Ubago)      | —                            | —                            | 6                            | 24                           | | Eclipse de luna‬ (Deluxe Edition) |
| 2016 | „Adicta”                                | —                            | —                            | 6                            | 35                           | |                                  |
| 2017 | „Loca” (ft. Cali y El Dandee)           | 30                           | 36                           | 14                           | 27                           | - AMPROFON: Platynowy + Złoty - CAPIF: Platynowy + Złoty - ASINCOL: Platynowy + Złoty - AVINPRO: Platynowy + Złoty - CUD: Platynowy + Złoty - IFPI Chile: Platynowy + Złoty - IFPI Ekwador: Platynowy + Złoty - IFPI Gwatemala: Platynowy + Złoty - IFPI Peru: Platynowy + Złoty |                                  |
| 2018 | „Como Yo Te Quiero” (ft. Alexis & Fido) | —                            | —                            | 12                           | 36                           | |                                  |
| 2018 | „Bum Bum Dale Dale” (ft. Reykon)        | —                            | —                            | 15                           | —                            | |                                  |
| 2019 | „Sin Ti” (ft. Axel Muniz, Juan Magan)   | —                            | —                            | 8                            | 21                           | |                                  |

## Trasy koncertowe

### Z RBD
- 2005–2006: Tour Generación RBD
- 2007: Tour Celestial
- 2008: Empezar Desde Cero Tour
- 2008: Gira Del Adiós World Tour

### Solowo
- 2010: Maite Perroni Brazilian Tour[15]
- 2014–2015: Eclipse de Luna Tour[16][17]
- 2016–2018: Tour Love[18]
- 2018: Maite Perroni Live Tour